# 林利玄
（1565年—1623年），日本圍棋棋手，常被認為是與本因坊算砂同時期的鹿鹽利賢是同一人，至今仍無定案。
利玄與算砂是同期最強者，從記載來看，無法推斷兩人手合為何，先相先、分先都有可能；1607年舉辦的比賽中，利玄與中村道碩（算砂弟子，之後成為名人）的手合是分先，是以推斷利玄應該還差算砂半子左右。1612年與算砂、大橋宗桂（將棋棋士）一起受德川家康五十武士級俸祿。
利玄被認為是後來圍棋四大家之一的林家元祖，因為後來利玄的徒弟門入齋成為第一世林家家督，但是利玄時代繼承人、家元並未確立，除了算砂明確的本因坊名號外，中村道碩、林利玄都不被認為是該家的第一世（雖然道碩後來被尊為第一世），且門入齋並未改姓林，是後世所加，所以林利玄的地位並不明確。

## 外部連結
日本圍棋故事